# 하타후쿠 도시히데
하타후쿠 도시히데(일본어: 畑福 俊英, 1913년 1월 31일 ~ 1981년 5월 23일)는 일본의 전 프로 야구 선수이자 야구 지도자이다. 아키타현 출신이며 현역 시절 포지션은 투수였다.

## 인물
아키타 현립 요코테 중학교와 센슈 대학을 거쳐 1934년에 대일본도쿄야구클럽(이듬해 1935년부터 도쿄 교진군으로 변경) 결성에 참가하여 프로에 들어갔다. 일본 프로 야구 최초의 리그전(일본 직업 야구 연맹)을 개시했던 1936년 7월 3일 대도쿄군전에 선발 등판하여 6이닝을 1실점으로 막아내 요미우리 구단 역사상 최초로 공식전 승리 투수가 됐다. 1937년 이후 새로 창단한 이글스(1940년 시즌 도중에 구로와시군, 1942년부터 야마토군으로 변경)으로 이적했다. 1937년 춘계·추계 시즌에서 모두 32패를 당했지만 이것은 프로 야구 기록으로 알려진 나카야마 다다요시의 29패(1940년 나고야 긴코군에 소속)보다 많다. 1943년에 퇴단했다.
퇴단 후에는 센슈 대학 마쓰도 고등학교에서 감독을 맡았고 1966년에 NHK 다큐멘터리 프로그램에도 출연한 적이 있다. 1981년 5월 23일에 향년 68세의 나이로 사망했다.

## 상세 정보

### 출신 학교
- 아키타 현립 요코테 중학교
- 센슈 대학

### 선수 경력
- 대일본도쿄야구클럽·도쿄 교진군(1934년 ~ 1936년)
- 이글스·구로와시군·야마토군(1937년 ~ 1938년, 1941년 ~ 1943년)

### 등번호
- 15(1936년)
- 10(1937년 ~ 1938년, 1941년 ~ 1943년)

### 연도별 투수 성적
| 연 도            | 소 속                  | 등 판 | 선 발 | 완 투 | 완 봉 | 무 4 구 | 승 리 | 패 전 | 세 이 브 | 홀 드 | 승 률 | 타 자 | 이 닝  | 피 안 타 | 피 홈 런 | 볼 넷 | 고 4 | 몸 맞 | 탈 삼 진 | 폭 투 | 보 크 | 실 점 | 자 책 점 | 평 자 책 | W H I P |
| ---------------- | ---------------------- | ----- | ----- | ----- | ----- | ------- | ----- | ----- | -------- | ----- | ----- | ----- | ------ | -------- | -------- | ----- | ---- | ----- | -------- | ----- | ----- | ----- | -------- | -------- | ------- |
| 1936년 춘계·하계 | 도쿄 교진군            | 5     | 2     | 0     | 0     | 0       | 1     | 1     | --       | --    | .500  | 88    | 20.1   | 17       | 2        | 11    | --   | 0     | 17       | 0     | 0     | 11    | 9        | 3.86     | 1.38    |
| 1936년 추계      | 도쿄 교진군            | 6     | 3     | 0     | 0     | 0       | 0     | 1     | --       | --    | .000  | 108   | 25.1   | 15       | 1        | 16    | --   | 0     | 15       | 2     | 0     | 9     | 5        | 1.73     | 1.22    |
| 1937년 춘계      | 이글스 구로와시 야마토 | 32    | 28    | 23    | 3     | 1       | 7     | 21    | --       | --    | .250  | 1066  | 239.0  | 225      | 6        | 119   | --   | 5     | 96       | 3     | 0     | 138   | 91       | 3.43     | 1.44    |
| 1937년 추계      | 이글스 구로와시 야마토 | 29    | 24    | 16    | 3     | 1       | 12    | 11    | --       | --    | .522  | 871   | 196.0  | 186      | 11       | 95    | --   | 1     | 84       | 2     | 1     | 104   | 78       | 3.58     | 1.43    |
| 1941년           | 이글스 구로와시 야마토 | 26    | 22    | 13    | 3     | 1       | 7     | 14    | --       | --    | .333  | 655   | 152.2  | 110      | 5        | 93    | --   | 1     | 50       | 1     | 0     | 61    | 44       | 2.59     | 1.33    |
| 1942년           | 이글스 구로와시 야마토 | 35    | 29    | 19    | 3     | 1       | 3     | 18    | --       | --    | .143  | 1021  | 242.1  | 194      | 9        | 99    | --   | 5     | 62       | 0     | 0     | 80    | 60       | 2.22     | 1.21    |
| 1943년           | 이글스 구로와시 야마토 | 34    | 28    | 18    | 4     | 1       | 11    | 10    | --       | --    | .524  | 976   | 232.0  | 196      | 3        | 103   | --   | 1     | 49       | 2     | 0     | 70    | 55       | 2.13     | 1.29    |
| 통산 : 5년       | 통산 : 5년             | 167   | 136   | 89    | 16    | 5       | 41    | 76    | --       | --    | .350  | 4785  | 1107.2 | 943      | 37       | 536   | --   | 13    | 373      | 10    | 1     | 473   | 342      | 2.78     | 1.34    |

- 굵은 글씨는 시즌 최고 성적.
- 이글스는 1940년 시즌 도중에 구로와시(구로와시군), 1942년에 야마토(야마토군)로 구단명을 변경